# Csorba István (színművész)
Csorba István  (Budapest, 1922. január 16. – Budapest, 1981. szeptember 1.) Jászai Mari-díjas magyar színész.

## Életpályája
1946-ban végezte el az Országos Színészegyesület színiiskoláját. Ezután a kecskeméti Katona József Színházba szerződött, 1947-től 1958-ig volt a társulat tagja. 1958-ban a kaposvári Csiky Gergely Színházhoz szerződött. 1962-ben Budapestre költözött és a Fővárosi Operettszínház művésze lett. Budapesti működése után 1966-tól ismét Kecskemétre, majd 1969-ben Kaposvárra szerződött, ahol hét évig volt a társulat tagja. 1977-ben ismét a fővárosban lépett fel, a budapesti Gyermekszínház művésze lett. 1978-tól haláláig a Vidám Színpad társulatának tagja volt. Szinte minden szerepre alkalmas volt, prózai szerepekre ugyanúgy mint operettre, vagy gyermekdarabok előadásainak szerepére.

## Színpadi szerepei
- Ragueneau (Rostand: Cyrano de Bergerac)
- Doolittle (Lerner–Loewe: My Fair Lady)
- Zsupán (ifj. Johann Strauss: A cigánybáró)
- Falstaff (Shakespeare: A windsori víg nők)
- Böffen Tóbiás (Shakespeare: Vízkereszt, vagy amit akartok)
- Falke (ifj. Johann Strauss: A denevér)
- Főúr (Bródy Sándor: A tanítónő)
- Csang (Lehár Ferenc: A mosoly országa)
- Marco (Arthur Miller: Pillantás a hídról)

## Rendezései
- Fényes Szabolcs: Baj van Rómeóval
- Hamupipőke
- Eisemann Mihály: Egy csók és más semmi

## Filmjei

### Játékfilmek
- Forró mezők (1949)
- Hattyúdal (1963)
- Jelbeszéd (1974)

### Tévéfilmek
- A mikádó (1974)
- Pomádé király új ruhája (1979)
- Alfonshow (1980)
- Rest Miska (1981)

## A rádióban
- Számos hangjáték szereplője volt.
- A Rádió Kabarészínház 1975 nyarán sorozatműsort készített, lehetőséget adva a vidéki színházak és művészeik országos bemutatkozására. A sorozat címe: „Vidéki színházak fesztiválja” volt. A kaposvári színház műsorának keretjátékát írta és játszotta Verebes István és Kern András. Az legsikeresebb szám címe: „Helló Hami” volt. A jelenet írója és „Hamlet” alakítója is Csorba István volt.
- Ezt követően számos alkalommal lépett fel a kabarészínházban. Egyik legsikeresebb száma a hetvenes évek végén bevezetett villamos-buszjegy lyukasztót kifigurázó paródia volt.